# Райт, Сильвия
Сильвия Райт (англ. Sylvia Wright, в замужестве Митарачи, англ. Mitarachi; 21 января 1917, Беркли — 9 мая 1981) — американская писательница, журналистка, прозаик, редактор.

## Биография
Родилась в заметной семье американских интеллектуалов, дочь юриста и писателя Остина Тэппена Райта, внучка филолога Джона Генри Райта и писательницы Мэри Тэппен Райт, праправнучка сенатора Бенджамина Тэппена, мать которого приходилась внучатой племянницей Бенджамину Франклину. К числу родственников Райт принадлежали также географ Джон Киртленд Райт и пианистка Эми Фэй.
Окончила Брин-Мор-колледж. Потеряв в 1931 году отца, а в 1937 году мать, посвятила себя на несколько лет не завершённой матерью работе над оставленной отцом рукописью — романом-утопией «Исландия»; этот роман в редакции Райт был издан в 1942 году и неоднократно переиздавался.
Работала в информационном агентстве, затем была редактором и постоянным автором журнала Harper's Bazaar, в 1957 г. выпустила отдельным изданием сборник опубликованных там статей «Отстаньте от меня с этими рождественскими подарками» (англ. Get Away from Me with Those Christmas Gifts).
В 1969 г. опубликовала сборник рассказов «Рисовый пудинг, кишащий акулами» (англ. A Shark Infested Rice Pudding).
С 1977 г. работала в Радклифф-колледже, ассоциированном с Гарвардским университетом. Последний труд Райт — основательная биография её дальней родственницы Мелузины Фэй Пирс, деятельницы женского движения, а затем жены Ч. С. Пирса, — остался неоконченным, она умерла от рака.
Сильвии Райт принадлежит изобретение слова «мондегрин» (англ. modegreen), обозначающего особый род ослышки: в одной из статей 1954 года Райт рассказала о том, что в детстве в строчках старинной шотландской баллады

They have slain the Earl O' Moray, 

And laid him on the green.
 
 

Они убили владетеля Морэй, 

И положили его на зелёную траву.

ей слышалось «And Lady Mondegreen» (И леди Мондегрин). Райт предложила называть такие ослышки «мондегринами», заметив по их поводу: «С тем, что я дальше буду называть мондегринами, раз уж никто другой не придумал для них слова, вся штука в том, что они лучше, чем исходный текст». Слово англ. mondegreen в качестве нарицательного вошло в 2008 году в очередное издание наиболее авторитетного американского словаря — Словаря Вебстера.